# توماس ألفريدسون
توماس الفريدسون (بالسويدية: Tomas Alfredson)‏ ممثل ومخرج سويدي ولد في (1 إبريل 1965 ستوكهولم - السويد), وهو نجل الممثل والمخرج (هانز الفريدسون) وشقيق المخرج السينمائي (دانيال الفريدسون), بدأ حياته الفنية بمسلسل (Ikas TV-kalas) عام 1990, ومن أبرز أعماله (السمكري الخياط الجندي الجاسوس) عام 2011.

## روابط خارجية
- توماس ألفريدسون على موقع IMDb (الإنجليزية)
- توماس ألفريدسون على موقع ألو سيني (الفرنسية)
- توماس ألفريدسون على موقع أول موفي (الإنجليزية)
- توماس ألفريدسون على موقع بوكس أوفيس موجو (الإنجليزية)
- توماس ألفريدسون على موقع قاعدة بيانات الأفلام السويدية (السويدية)
- توماس ألفريدسون على موقع قاعدة بيانات الفيلم (الإنجليزية)
- توماس ألفريدسون على موقع كينوبويسك (الروسية)